# Coleophora gardesanella
Coleophora gardesanella là một loài bướm đêm thuộc họ Coleophoridae. Chúng phân phối bậc hở, từ Phần Lan đến Pyrenees và Ý, và từ Đảo Anh đến Các nước Baltic và Cộng hòa Macedonia.
Sải cánh dài 9.5–11 mm. Con trưởng thành bay từ tháng 6 đến tháng 8 ở Tây Âu.
Ấu trùng ăn Achillea millefolium, Achillea ptarmica, Artemisia maritima, Artemisia vulgaris, Centaurea jacea, Chrysanthemum leucanthemum và Tanacetum vulgare.